# Leptodactylus pallidirostris
Leptodactylus pallidirostris es una especie de ránidos de la familia Leptodactylidae.

## Distribución geográfica
Se encuentra en Brasil, Guayana Francesa, Guyana, Surinam, Venezuela y, posiblemente, en Colombia.